# Далейрак, Николя
Николя (Никола) Далейрак (фр. Nicolas Dalayrac; 8 июня 1753 — 27 ноября 1809) — французский композитор, работавший в основном в жанре опера комик. Кавалер ордена Почётного легиона.

## Биография
Николя д’Алейрак (фр. Nicolas d'Alayrac) родился в городке Мюре на юго-западе Франции. Выучился на адвоката, но отказался от юридической карьеры и полностью отдался своей страсти к музыке. Старательно учился игре на скрипке; многое перенял у Гретри и Лангле.
Написал более шестидесяти опер, которые пользовались в Париже и Германии большим успехом. Некоторые из произведений Н. Далейрака исполнялись на сценах Императорских театров Российской империи.
Наиболее известные оперы — «Нина, или Безумная от любви» (1786), «Рауль де Крекки» (1789), «Дом продаётся» (1800), «Гюлистан» (1805). После Великой французской революции он изменил свою фамилию с аристократической d’Aleyrac на Dalayrac. Революционные события вдохновили его на создание множества произведений, которые стали весьма популярны в народе; его песни распевались на улицах Парижа. Далейрак написал ряд опер на навеянные революцией сюжеты («Камилла или Подземелье» (1791), «Взятие Тулона» (1794) и другие), а также песни («Ода Верховному существу», «Утро 14 июля», «Песнь пушек» и другие). Далейрак — один из первых французских композиторов, сочинявших струнные квартеты.
Был видным и активным масоном. Состоял в ряде французских масонских лож. Являлся членом известной парижской ложи «Les Neuf Sœurs» Великого востока Франции, был её досточтимым мастером.
В 1804 году Далейрак был награждён французским правительством орденом Почётного легиона.
Николя Далейрак умер 27 ноября 1809 года в Париже.

## Произведения
- Le chevalier à la mode (1781)
- Le petit souper (1781)
- L'éclipse totale (1782)
- L’amant statue (1785)
- La dot (1785)
- Nina, ou La folle par amour (1786)
- Azémia (2 parties, 1786)
- Renaud d’Ast (1787)
- Sargines (1788)
- Fanchette (1788)
- Les deux petits Savoyards (1789[12])
- Raoul, sire de Créqui (1789)
- La soirée orageuse (1790)
- Le chêne patriotique (1790)
- Vert-Vert (1790)
- Camille ou Le souterrain (1791)
- Agnès et Olivier (1791)
- Philippe et Georgette (1791)
- Tout pour l’amour (1792)
- Ambroise (1793)
- Asgill (2 parties, 1793)
- La prise de Toulon (1794)
- Le congrès des rois (1794)
- L’enfance de Jean-Jacques Rousseau (1794)
- Les détenus (1794)
- Adèle et Dorsan (1795)
- Marianne (1796)
- La maison isolée (1797)
- La leçon (1797)
- Gulnare (1797)
- Alexis (1798)
- Léon (1798)
- Primerose (1798)
- Adolphe et Clara, ou Les deux prisonniers (1799)
- Aire de Maison à vendre (1800)
- Léhéman (1801)
- L’antichambre (1802)
- La boucle de cheveux (1803)
- La jeune prude (1804)
- Une heure de mariage (1804)
- Le pavillon du calife (1805)
- Le pavillon des fleurs (1805)
- Gulistan ou Le hulla de Samarcande (1805)
- Deux mots (1806)
- Koulouf ou Les chinois (1806)
- Lina (1807)
- Élise-Hortense (1808)
- Les trois sultanes (1809)
- Le poète et le musicien (1809/1811)